# Pierre de Guibours
Pour les articles homonymes, voir Anselme.
Pierre de Guibours, dit le père Anselme de Sainte-Marie, né en 1625 et mort le 17 janvier 1694 à Paris, est un religieux, historien et généalogiste français.

## Biographie
En 1644, il entre dans l'ordre des Augustins déchaussés, à l'âge de 18 ans.
Après la première publication de son Histoire généalogique, très bien accueillie par le public, il travaille à la corriger et à la compléter. Il est encouragé dans son travail par M. Justel et M. Yvon d'Hérouval, auditeur à la chambre des comptes. Il meurt en 1694 dans le monastère appelé couvent des Petits Pères, près de la basilique Notre-Dame-des-Victoires avant d'avoir pu publier cette deuxième édition.
Il consacre sa vie entière aux études généalogiques, publiant :
- Le Palais de l'honneur en 1663, ouvrage qui, outre qu’il présente la généalogie des maisons de France, de Lorraine et de Savoie, est un traité complet sur l'héraldique, ainsi qu'un traité sur les cérémonies royales (baptêmes des enfants de France, sacre des rois, couronnement des reines[3].
- Le Palais de la gloire en 1664, consacré à la généalogie de différentes familles françaises et européennes illustres.
- La Science héraldique en 1674.
- Histoire généalogique de la maison royale de la France et des grands officiers de la couronne (1674, 2 vols. : tome 1, tome 2)

Son meilleur ami, Honoré Caille du Fourny, le persuade de publier cet ouvrage.

## Éditions posthumes de l'Histoire de la Maison de France
Après la mort du Père Anselme, Honoré Caille recueille ses papiers et publie en 1712 une nouvelle édition de ce travail des plus importants.
La tâche est reprise par deux autres moines du couvent des Petits Pères, le père Ange de Sainte-Rosalie et le père Simplicien, qui publient les premier et deuxième volumes de la troisième édition en 1726. Cette édition se compose de neuf volumes in-folio : c'est une histoire généalogique et chronologique de la maison royale de France, des pairs, des grands officiers de la couronne et de la maison du roi, ainsi que des anciennes familles du royaume.
Les notes sont généralement compilées à partir des documents originaux dont les références sont indiquées, si bien que ces ouvrages restent encore utiles de nos jours. Le travail du père Anselme, de ses collaborateurs et de ses successeurs est encore plus important pour l'histoire de France que ne l'est le Baronage of England de William Dugdale pour l'histoire d'Angleterre.

## Publications
- Première édition, 1674, 2 tomes

tome 1 et tome 2 sur gallica
- Troisième édition : Père Anselme, M. du Fourny, le P. Ange et le P. Simplicien, Histoire généalogique et chronologique de la Maison Royale de France, des Pairs, grands Officiers de la Couronne et de la Maison du Roy, et des anciens Barons du Royaume ; avec les qualitez, l'origine, le progrès et les Armes de leurs familles..., Paris, la Compagnie des Libraires, 1726-1733, in-folio, 9 vol. [voir Saffroy[4] I, 10302b] :

tome 1, 1726 ?, sur gallica   (6) f°, 805 (+1) p, front. par Cochin d'ap. Ch. Coypel : Maison royale de France (117 branches, y compris 26 issues des rois de Portugal).
tome 2, 1726, sur gallica  (3) f°, 942 (+4) p. : 12 anciennes pairies, 6 ecclésiastiques (226 titulaires) et 6 laïques (total, 116 généalogies - il n'y en a pas pour chaque titulaire, ou bien plusieurs appartiennent à la même famille).
tome 3, 1728, sur google books   (6) f°, 920-37 (+1) p. : Suite des pairs de France, d’Anjou à Halluin, 1297-1587.
tome 4, 1729 sur google books  (4) f°, 900-51 p. : Suite des pairs de France, de Ventadour à La Ferté-Senneterre, 1589-1665
tome 5, 1730, sur google books et sur gallica  (5) f°, 932-47 (+2) p. : Suite des pairs de France, de Montausier à La Vallière, 1664-1723 – Duchés non-pairies – Duchés non enregistrés.
tome 6, 1730, sur gallica  (6) f°, 807-56 (+2) p. : Sénéchaux – Connétables – Chanceliers – Maréchaux de France, de Clément à Rieux, 1191-1417.
tome 7, 1733, sur gallica  940-72 p. : Suite des Maréchaux de France, de Beauvoir à Coetlogon, 1418-1730 – Amiraux – Généraux des Galères,
tome 8, 1733, sur google books et sur gallica  948-70 p. (2) f°, 484-355 (+1) p. : Grands-Maîtres des arbalétriers – de l'artillerie – des eaux et forêts – Porte-oriflammes – Colonels généraux de l'infanterie – Grands-aumôniers – Gds-chambriers – Gds-chambellans – Gds-écuyers – Gds-bouteillers – Gds-échansons – Gds-panetiers – Gds-veneurs – Gds-fauconniers – Gds-louvetiers – Gds-queux  [soit 16 charges].
tome 9, 1733, sur gallica (2) f°, 484-355 (table générale) (+1) p. : Catalogue des Chevaliers du Saint Esprit, 1578-1731 – Additions, Tables.
- 4e édition corrigée, annotée et complétée par M. Pol Potier de Courcy, Paris, Firmin Didot Frères et Fils (les blasons gravés sur acier sont moins lisibles que dans l’E.O.).

tome 4, 1868, sur google books  856 p. : Pairs de France (1589-1665), tome seul paru - l’auteur se borna ensuite à publier 2 volumes de : Supplément à la troisième éd., par Pol Potier de Courcy :
Tome 9 /2e partie, 1879, XI-1088 p (et Nelles add. et corr., 1089-1111 p.) : Suite de la Maison Royale [1726-1875], des Pairs de France, des ducs héréditaires, [des Maréchaux], et des Grands Officiers de la Couronne nommé de 1733 à 1790 [1730-1792] ;
Tome 9 /1ère partie, 1884-90, VII-1037 p. : Catalogue de l’Ordre du Saint-Esprit [1578-1789].
- Tous les ouvrages du père Anselme numérisés sur Gallica